# Plaza de toros de Zalamea la Real
La plaza de toros de Zalamea la Real es un coso taurino del municipio español de Zalamea la Real, en la provincia de Huelva, comunidad autónoma de Andalucía. Inaugurada en junio de 1879, en la actualidad constituye una plaza de 3.ª categoría y cuenta con un aforo de 3500 personas.
Está incluida en la Unión de Plazas de Toros Históricas desde el 21 de febrero de 2010.

## Historia
La plaza fue inaugurada en 1879, siendo costeadas sus obras por la sociedad privada «Los Arrepentidos». El recinto se encontraba situado a las afueras del pueblo, sobre el solar que ocupaba hasta entonces el «Corral del Consejo», lugar en el que se realizaban los juegos y corridas de toros desde el siglo XVI. En el año 1909 se amplió el graderío de la plaza en 1500 localidades según un proyecto de Moisés Serrano. Durante muchos años entre los que asistían a las corridas en Zalamea también se encontraban gentes procedentes de otras poblaciones de la cuenca minera, en particular desde Minas de Riotinto.
En 1996 el Ayuntamiento de Zalamea la Real adquirió la propiedad del coso taurino.